# Coniochaeta saccardoi
Coniochaeta saccardoi är en svampart som först beskrevs av Marchal, och fick sitt nu gällande namn av Cain 1934. Coniochaeta saccardoi ingår i släktet Coniochaeta och familjen Coniochaetaceae.   Inga underarter finns listade i Catalogue of Life.